# Maria Bakunin

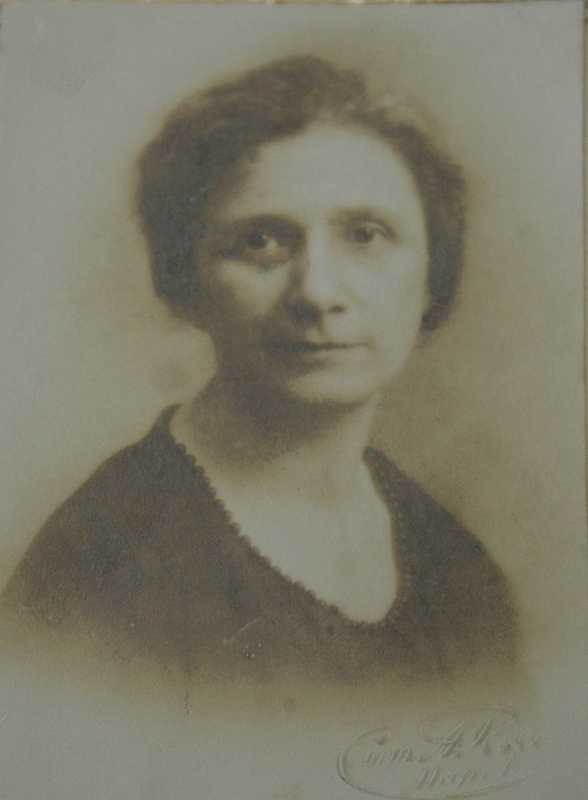
Maria Bakunin (1895)

Maria Bakunin (russisch Мария Михайловна Бакунина ‚Marija Michailowna Bakunina‘; geb. 2. Februar 1873 in Krasnojarsk, Russisches Kaiserreich; gest. 17. April 1960 in Neapel), auch bekannt als Marussia Bakunin, war eine russisch-italienische Chemikerin und Biologin.

## Ausbildung
Bereits als junge Studentin wurde Maria „Präparatorin“ am chemischen Labor der Universität Federico II in Neapel, wo sie 1895 ihr Chemiestudium mit einer Diplomarbeit über Stereochemie abschloss.

## Karriere
Nach ihrem Abschluss erhielt sie 1900 in Neapel den Akademiepreis für Physik und Mathematik. Ab 1909 unterrichtete sie angewandte Chemie an der Scuola Superiore Politecnica in Neapel, wo sie 1912 den Lehrstuhl für angewandte technologische Chemie übernahm.

### Geowissenschaften
1906 gehörte Bakunin zu einer Gruppe, die den Ausbruch des Vesuvs untersuchte und 1909 erstellte sie eine geologische Karte Italiens. Im Rahmen des Kartenprojekts untersuchte sie die Ölschiefer- und Ichthyolithvorkommen in den Bergen und der Umgebung von Salerno in Italien. Anschließend arbeitete sie von 1911 bis 1930 als Beraterin für lokale Regierungen und Unternehmen, die an der industriellen Erschließung von Ichthyol-Minen im Giffoni-Gebiet (Monti Picentini) interessiert waren.

### Spätere Karriere
Nach dem Zweiten Weltkrieg arbeitete Bakunin zusammen mit Benedetto Croce am Wiederaufbau der Accademia Pontaniana und wurde 1944 zu deren Präsidentin gewählt. In ihrer Funktion als Präsidentin  ließ sie die Bibliothek der Akademie restaurieren.

## Familie
Maria Bakunin war die Tochter des bekannten revolutionären Philosophen Michail Bakunin und die Tante des berühmten neapolitanischen Mathematikers Renato Caccioppoli. Es wird ferner berichtet, dass Renato, als er 1938 inhaftiert wurde, nachdem er eine Rede gegen den Faschismus gehalten hatte, seine Tante Maria seine Freilassung dadurch erreichen konnte, indem sie dessen geistige Fähigkeiten in Frage stellen ließ.